# Eucatástrofe

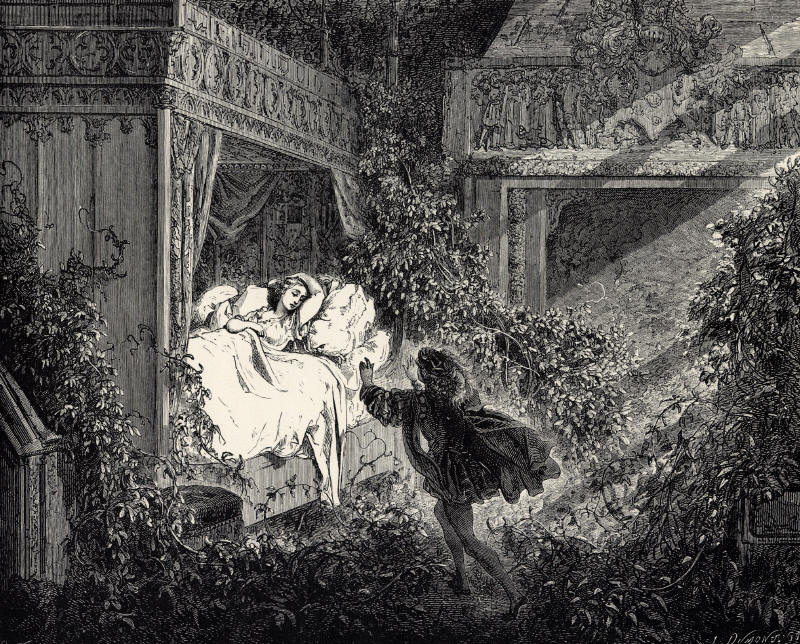
Em um uso clássico de eucatástrofe, o príncipe chega para quebrar o feitiço que manteve a Bela Adormecida e seu reino adormecidos por 100 anos. Ilustração de 1897 por Gustave Doré.

A eucatástrofe é uma reviravolta súbita em uma narrativa que garante que o protagonista escape de um destino terrível, iminente e plausível. O termo foi criado pelo filólogo e autor de fantasia J. R. R. Tolkien em seu ensaio "Sobre Histórias de Fadas", baseado em uma palestra de 1939. Desde então, o conceito foi adotado por outros autores e estudiosos.

## Origens
O filólogo e autor de fantasia J. R. R. Tolkien criou o termo ao combinar o prefixo grego eu, que significa "bom", com catástrofe [en], palavra tradicionalmente usada na crítica literária de inspiração clássica para designar o "desenlace" ou conclusão do enredo de uma peça dramática. Para Tolkien, o termo parece ter um significado temático que vai além de sua etimologia literal em termos de forma. Como ele define em seu ensaio "Sobre Histórias de Fadas", baseado em uma palestra proferida em 1939, a eucatástrofe é parte fundamental de sua concepção de mitopoese. Embora o interesse de Tolkien esteja nos mitos, há uma conexão com o evangelho; Tolkien, um católico devoto, considera a Encarnação de Cristo a eucatástrofe da "história humana" e a Ressurreição a eucatástrofe da Encarnação.
A eucatástrofe em ficção foi comparada por alguns a uma forma de deus ex machina, já que ambos envolvem a resolução súbita de um problema aparentemente insolúvel. Contudo, diferenças foram apontadas, como a conexão intrínseca da eucatástrofe com uma visão otimista do desenrolar dos eventos na narrativa do mundo. Segundo Tolkien, a eucatástrofe pode ocorrer sem o uso de um deus ex machina.

## Exemplos
A eucatástrofe mais conhecida e plenamente realizada na obra de Tolkien ocorre no clímax de O Senhor dos Anéis. Embora a vitória pareça certa para Sauron, o Um Anel é permanentemente destruído devido à intervenção de Gollum contra Frodo no Monte da Perdição.
Outro exemplo de eucatástrofe é o papel recorrente das águias como salvadoras inesperadas ao longo das obras de Tolkien. Embora seu papel tenha sido descrito como um deus ex machina, Tolkien descreveu a "emoção eucatastrófica" de Bilbo com a chegada das águias em O Hobbit como um dos momentos-chave do livro.
Em obras de outros autores, a explosão da Estrela da Morte em Star Wars e o beijo que salva Branca de Neve foram caracterizados como eucatástrofes. Longoprazismo, como Owen Cotton-Barratt e Toby Ord, adotaram o termo para se referir a qualquer transição futura hipotética que ofereça "esperança existencial" não apenas para evitar a extinção humana, mas também para promover um "florescer" de abundância futura.

## Nota
1. ↑  Grego eu > "bom", kata > "queda", strephein > "para virar ou girar".